# Anatella atlanticiliata
Anatella atlanticiliata är en tvåvingeart som beskrevs av Chandler och Ribeiro 1995. Anatella atlanticiliata ingår i släktet Anatella och familjen svampmyggor.
Artens utbredningsområde är Madeira. Inga underarter finns listade i Catalogue of Life.